# ديبي تعاشر دالاس
ديبي تعاشر دالاس (بالإنجليزية: Debbie Does Dallas)‏ هو فيلم إباحي أنتج عام 1978 ومن بطولة بامبي ودز. وتدور القصة حول فريق من المشجعات يحاولن كسب المال لإرسال صديقتهم ديبي إلى دالاس، تكساس، للدخول إلى فريق «تكساس كاوغيرلز» الشهير للمشجعات. يشير اسم الفريق الخيالي إلى فريق تكساس كاوبويز للمشجعات. حاولت بامبي وودز سابقا الدخول ضمن الفريق في الحقيقة، ولكنها جرحت أثناء الاختبارات. حقق الفيلم نجاحا كبيرا، وبيع منه 50,000 نسخة على أشرطة الفيديو، ما جعله أنجح فيلم إباحي على الفيديو في زمنه. وهو يعتبر أحد أهم الإصدارات خلال ما يسمى بـ"عصر الإباحية الذهبي"،  ويظل أحد أشهر الأفلام الإباحية حتى الآن.
خلافا لما يشير إليه العنوان، لا تدور أحداث الفيلم في دالاس ولا «تعاشر» ديبي أي شخص من دالاس أو داخل دالاس. أنتج الفيلم عدد من التتمات والتفرعات بما فيها «ديبي تعاشر نيو أورليانز»، «ديبي تعاشر وول ستريت»، «ديبي تعاشر دالاس مجددا». كما أنتجت أيضا مسرحية موسيقية عن الفيلم عام 2002.

## روابط خارجية
- ديبي تعاشر دالاس على موقع IMDb (الإنجليزية)
- ديبي تعاشر دالاس على موقع ألو سيني (الفرنسية)
- ديبي تعاشر دالاس على موقع قاعدة بيانات الأفلام السويدية (السويدية)
- ديبي تعاشر دالاس على موقع قاعدة بيانات الفيلم (الإنجليزية)
- ديبي تعاشر دالاس على موقع ليتربوكسد (الإنجليزية)
- ديبي تعاشر دالاس على موقع كينوبويسك (الروسية)